# Любовта е опиат
„Любовта е опиат“ (на английски: Love & Other Drugs) е романтична драма, режисирана от Едуард Зуик. Филмът е базиран на едноименния роман на Джейми Райди.

## Сюжет
Маги (Ан Хатауей) е привлекателна и свободомислеща жена, която не позволява на никой или нищо да я ограничава. Тя среща своята половинка в лицето на Джейми (Джейк Джиленхол), чийто естествен чар му служи както с жените, така и в безскрупулния свят на фармацевтичните продажби. Разгръщащата се връзка на
Маги и Джейми изненадващо ги поставя под влиянието на най-силната дрога – любовта.

## Актьори
| Актьор          | Роля             |
| Джейк Джиленхол | Джейми Рендол    |
| Ан Хатауей      | Маги Мърдок      |
| Оливър Плат     | Брус Уинстън     |
| Ханк Азария     | доктор Стан Найт |
| Джош Гад        | Джош Рендъл      |

## Награди и номинации
| Категория                               | Номиниран(и)                      | Резултат                          |
| Златен глобус (16 януари 2011 г.)       | Златен глобус (16 януари 2011 г.) | Златен глобус (16 януари 2011 г.) |
| --------------------------------------- | --------------------------------- | --------------------------------- |
| Най-добър актьор в мюзикъл или комедия  | Джейк Джиленхол                   | номинация                         |
| Най-добра актриса в мюзикъл или комедия | Ан Хатауей                        | номинация                         |
| Сателит (19 декември 2010 г.)           |                                   |                                   |
| Най-добра актриса в мюзикъл или комедия | Ан Хатауей                        | награда                           |
| Най-добър актьор в мюзикъл или комедия  | Джейк Джиленхол                   | номинация                         |